# 21437 Georgechen
21437 Georgechen este un asteroid din centura principală de asteroizi.

## Descriere
21437 Georgechen este un asteroid din centura principală de asteroizi. A fost descoperit pe 31 martie 1998 la Socorro, New Mexico, în cadrul proiectului LINEAR. Asteroidul prezintă o orbită caracterizată de o semiaxă mare de 2,64 ua, o excentricitate de 0,19 și o înclinație de 12,4° în raport cu ecliptica.